# Tympanophora uvarovi
Tympanophora uvarovi är en insektsart som beskrevs av Frederick Everard Zeuner 1936. Tympanophora uvarovi ingår i släktet Tympanophora och familjen vårtbitare. Inga underarter finns listade i Catalogue of Life.